# فوکر اف.۹
فوکر اف. ۹ (به انگلیسی: Fokker F.IX) یک هواگرد ساختِ کارخانهٔ فوکر در کشور هلند است. نخستین استفاده‌کنندهٔ این هواگرد نیروی هوایی چکسلواکی بوده‌است. این هواگرد برای نخستین بار در ۲۳ اوت ۱۹۲۹ میلادی مورد استفاده قرار گرفت.